# Georgs Andrejevs
Georgs Andrejevs (30 tháng 10 năm 1932 – 16 tháng 7 năm 2022) là cựu nhà ngoại giao và chính khách người Latvia. Trước đây, ông từng là Đại biểu Nghị viện châu Âu từ năm 2004 đến năm 2004 và giữ chức vụ Bộ trưởng Ngoại giao Latvia từ ngày 10 tháng 11 năm 1992 đến ngày 7 tháng 6 năm 1994.